# Frederik Ruppert
Frederik Ruppert (* 19. Februar 1997 in Aachen) ist ein deutscher Mittelstreckenläufer, der sich auf den 3000-Meter-Hindernislauf spezialisiert hat.
2019 wurde er in GälveU23-Europameister.
2022 nahm Ruppert an den Weltmeisterschaften 2022 in Eugene teil, konnte sich aber nicht für den Endlauf qualifizieren.
2024 gewann er die deutsche Meisterschaft in Braunschweig. Bei den Europameisterschaften 2024 in Rom wurde er Vierter.
Bei den Olympischen Spielen 2024 in Paris verpasste er knapp den Endlauf.
Im Februar 2025 stellte er in Monaco mit 13:21 min einen nationalen Rekord im nichtolympischen 5-Kilometer-Straßenlauf auf.
Am 25. Mai 2025 verbesserte Ruppert in Rabat mit 8:01,49 min den 26 Jahre alten deutschen Rekord über die 3000-Meter-Hindernis-Strecke von Damian Kallabis um fast acht Sekunden. Er blieb dabei nur eine Sekunde über dem Europarekord.

## Persönliche Bestleistungen
(Stand: 31. Mai 2025)
- 1500 m: 3:38,12 min, 31. Mai 2025, Karlsruhe
- 3000 m: 7:46,69 min, 1. Februar 2025, Gent (Halle)
- 3000 m Hindernislauf: 8:01,49 min, 25. Mai 2025, Rabat
- 5 km: 13:21 min, 9. Februar 2025, Monaco
- 10 km: 28:59 min, 3. März 2024, Leverkusen